# Grube Göttelborn
Die Grube Göttelborn war eine der wichtigsten saarländischen Steinkohle-Gruben, die von der Saarbergwerke AG, später von der Ruhrkohle AG (RAG) betrieben wurde. Sie liegt in der Gemarkung des Ortsteiles Göttelborn der Gemeinde Quierschied, rund 12 Kilometer nördlich von Saarbrücken.

## Geschichte
Die Kohlegewinnung im Göttelborner Feld vor etwa 400 Jahren ist im „Quierschieder Jahrgeding“ von 1446 dokumentiert. Dort weist der Begriff „Kollwald“ auf Kohlengräbereien im Kohlbachtal hin. 18 Kohlengräber werden 1730 erwähnt, von denen einige im Fischbachtal (vermutlich im Raum Quierschied) beschäftigt waren.

## Die Grubenanlage
Mit der Schließung der Anlage im Jahre 2000 gingen die Hoffnungen vieler Bergleute, aber auch ein Stück Glaubwürdigkeit der Politik verloren, schließlich hieß es bis zum endgültigen Aus: „Die Kohle an der Saar ist sicher.“
Die Grube Göttelborn stellt heute ein Symbol der verfehlten Kohlepolitik dar, wurde doch der neue, neue Zeiten versprechende Schacht IV nur sechs Jahre genutzt.
Im Jahre 1988 beschloss die Saarbergwerke AG ihr Drei-Gruben-Konzept, das die wirtschaftliche und logistische Zusammenlegung der bislang selbständigen drei Gruben Ensdorf, Reden/Göttelborn und Warndt/Luisenthal vorsah. Dazu gehörte eine leistungsfähige Förderanlage am zentralen Standort Göttelborn. Damit sollte eine effizientere Kohleförderung sichergestellt werden. Mit den Kohleerträgen sollten die saarländischen und zum Teil auch andere südwestdeutsche Kohlekraftwerke bedient werden. Die maximale Förderleistung war für 1.050 Tonnen Rohkohle pro Stunde bzw. 2,5 Mio. Tonnen jährlich ausgelegt.

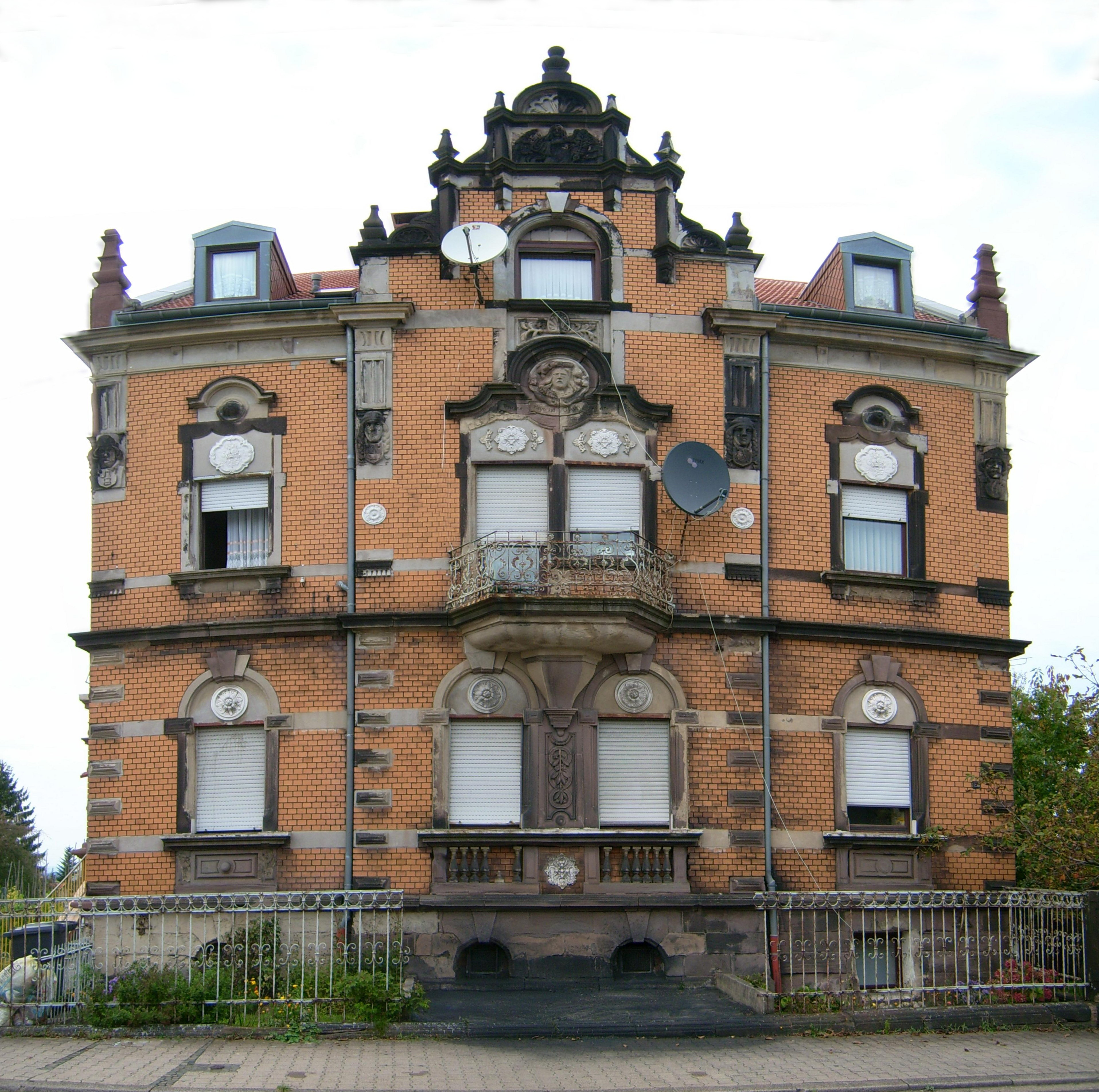
Bergvorschule, erbaut 1887
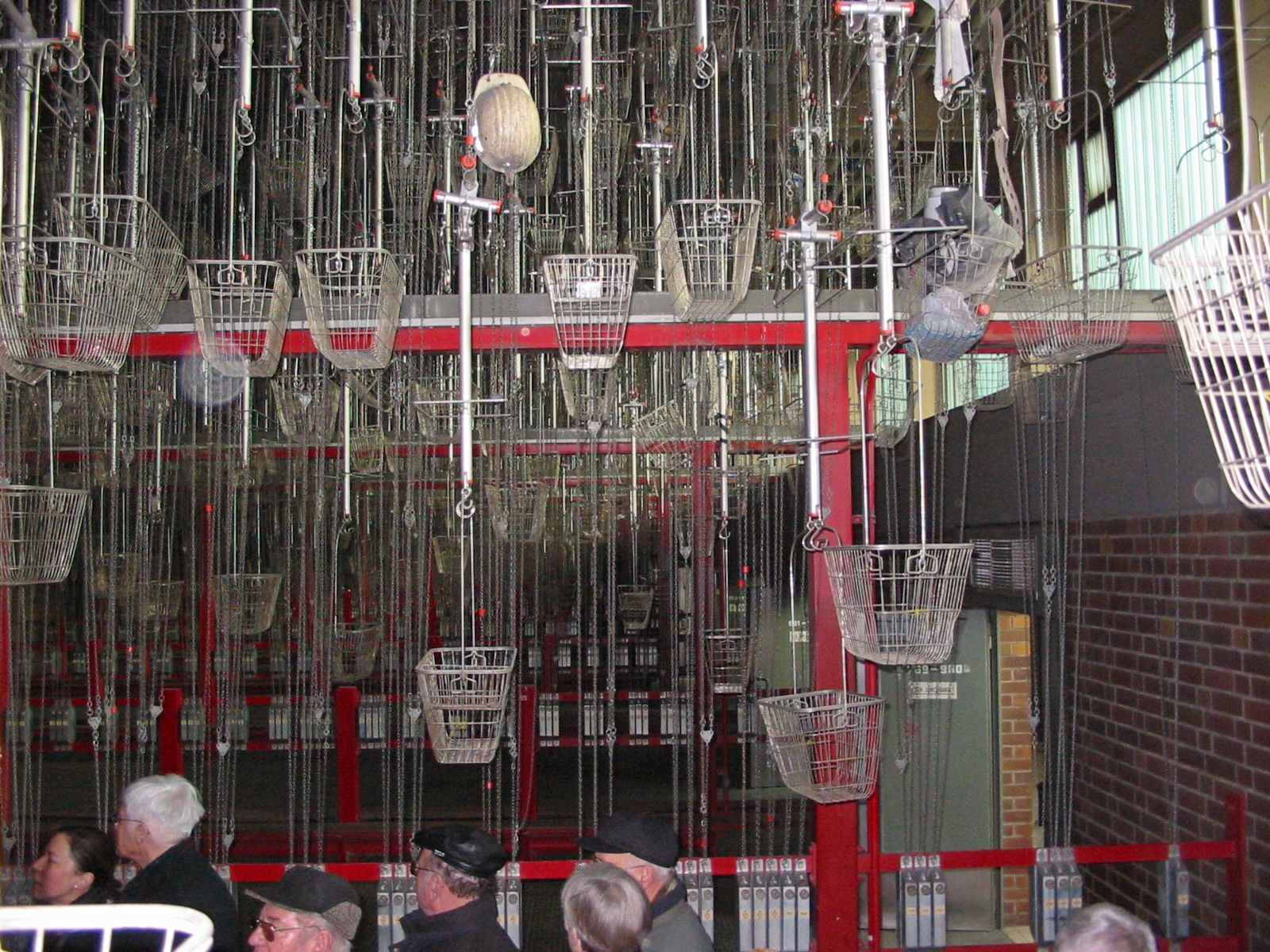
Waschkaue
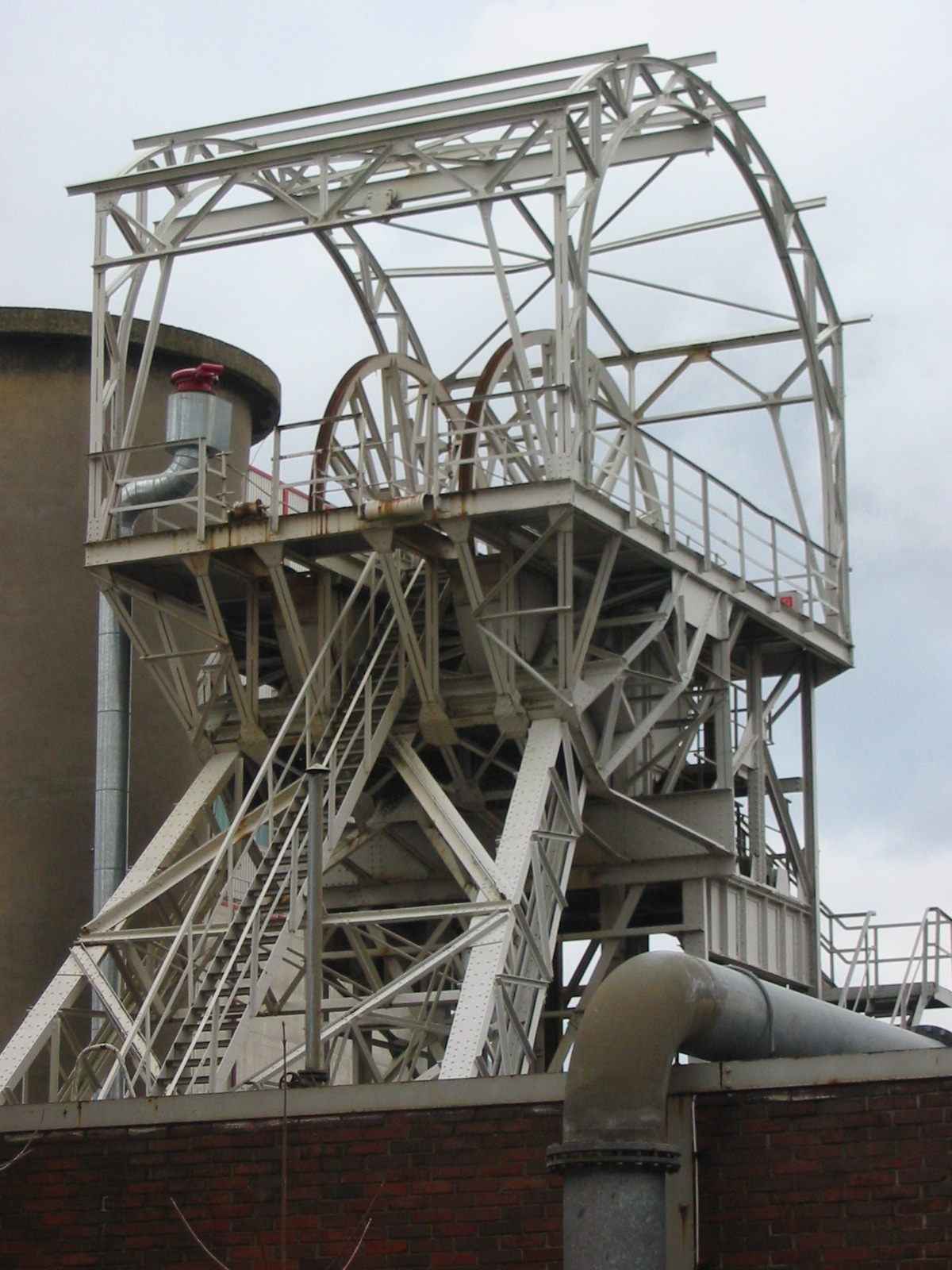
Fördergerüst Schacht 3
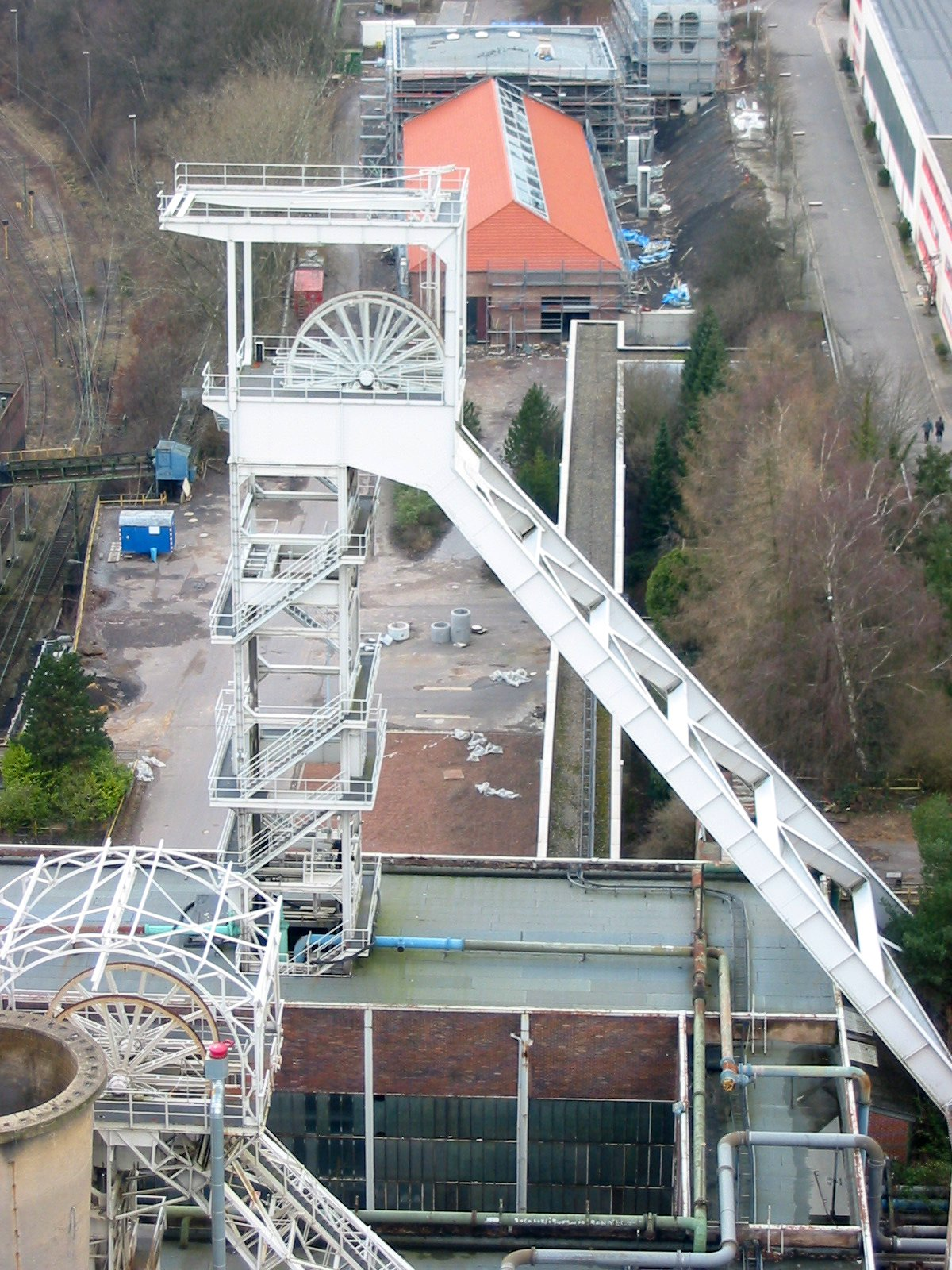
Fördergerüst Schacht 2

## Vorhandene Anlagen der Grube

### Schacht 2
Der Schacht 2 wurde im Jahr 1920 abgeteuft. Der 5,10 m Durchmesser messende Schacht hat ein 23,62 m hohes Vollwand-Fördergerüst, das für eine Seilbruchlast von 3.500 kN und einen Seilscheibendurchmesser von 6.000 mm ausgelegt wurde.

### Schacht 3
Das Fördergerüst von Schacht 3 wurde zwischen 1925 und 1926 errichtet, es ist ein deutsches Strebengerüst des Unternehmens B. Seibert. Aufgrund der technischen beziehungsweise architektonischen Qualität wurde dieses Fördergerüst unter Denkmalschutz gestellt. Das Fördergerüst des Schachtes hat eine Höhe von 13,45 m. Der Schacht hat einen Durchmesser von 6,00 m. Erbaut wurde der Förderturm für eine Seilbruchlast von 2.250 kN, er hat einen Seilscheibendurchmesser von 5.500 mm und ist kleiner als der Förderturm von Schacht 2.

### Schacht 4
Im Januar 1990 begannen die Arbeiten an dem 90 m hohen Fördergerüst. Die im 1160 Meter tiefen Schacht (Teufe im Dezember 1992) mit einem Durchmesser von neun Metern (davon 8,3 Meter nutzbar) installierte Förderanlage konnte bis 34 Tonnen Nutzlast mit einer Geschwindigkeit von 65 km/h oder bis zu 93 Bergleute mit 43 km/h bewegen, ihre Leistung betrug 7,5 Megawatt (ca. 10.000 PS).
Das Fördergerüst galt bei seiner Erbauung als höchstes der Welt. Die Seilscheiben mit einem Durchmesser von 7,5 Metern waren auf 74 Metern Höhe gelagert, über sie liefen 6,8 cm dicke Förderseile. Die Investitionen zum Bau von Fördergerüst und Schachtanlage betrugen etwa 200 Millionen Euro. Von der Göttelborner Bevölkerung wird er aufgrund seiner Größe und seiner Farbe weißer Riese genannt. Heute ist der Schacht mit einem 70 Meter dicken Betonpfropfen verschlossen.

### Sozialgebäude
Das Sozialgebäude des Bergwerkes wurde 1976 errichtet. Es besteht aus der Schwarz- und Weißkaue mit 3000 Kleideraufzügen, dem Verlesesaal, der Lampenstube und dem Mannschaftsgang.

## Streckennetz
Das unterirdische Streckennetz des Verbundbergwerkes Göttelborn-Reden war zu Spitzenzeiten über 100 Kilometer lang.

## Teilbergwerke des Verbundbergwerkes Göttelborn-Reden
Das Verbundbergwerk Göttelborn-Reden bestand zu Spitzenzeiten aus dem Schacht „Peter“ und den Gruben Göttelborn, Landsweiler-Reden, Fischbach-Camphausen und Heusweiler-Holz. Weiterhin waren die Gruben Heusweiler-Lummerschied, Quierschied und Maybach Teil des Verbundbergwerks.

## Gründe für die Schließung
Das Bergwerk mit 220 Mio. Tonnen bauwürdigen Vorräten und 137 Kilometern Grubenräumen erwies sich als nicht zeitgemäß: im November 1997 wurde der Plan aufgegeben, mit Hilfe einer Großinvestition den Verbund Göttelborn/Reden zu einer der leistungsfähigsten Förderanlagen im europäischen Bergbau zu machen. Sinkende Kohle-Subventionen hatten weitreichende Anpassungsmaßnahmen im Ruhr- und Saarbergbau erforderlich gemacht. Im Vergleich zu anderen Energieträgern war die Kohle aus Deutschland nicht mehr wettbewerbsfähig. Die ursprüngliche Ausgabe von umgerechnet 200 Millionen Euro war bei der Fertigstellung des Fördergerüsts Göttelborn IV im Jahre 1994 noch als „Investition für die Zukunft“ bezeichnet worden.

## Zwangsarbeiterlager der Grube Göttelborn / DerRussenstollen
Auf der Grube Göttelborn befand sich während des Zweiten Weltkrieges ein Zwangsarbeiterlager, dieses lag am Ortsausgang Göttelborns, rechts der Straße nach Merchweiler. Ende August 1944 wurden dort mehr als 258 Ostarbeiter zu Arbeitsdiensten gezwungen. Als weitere Zwangsarbeiter aus dem Lager Elm nach Göttelborner verlagert wurden, gelang 44 von ihnen die Flucht. Ihr weiteres Schicksal ist unbekannt. Zwischen dem 3. Oktober und dem 5. November 1944 musste die Grube 359 Zwangsarbeiter zu Schanzarbeiten freistellen, dabei gelang weiteren 60 Personen die Flucht. Bei Jagdbomberangriffen der Alliierten am 14. und 23. Februar 1945 wurden zahlreiche Insassen des Lagers getötet.
Die meisten Gefangenen des Lagers, vor allem sowjetische Kriegsgefangene eines nahe gelegenen Gefangenenlagers, kamen durch den sogenannten Russenstollen, dessen Eingang sich früher hinter dem alten Magazingebäude der Grube Göttelborn befand, zur Zwangsarbeit in die Grube. 2005 wurde der Eingang verschlossen, der Stollen wurde verfüllt.
Ein Deutschlandbericht der SoPaDe aus dem Juli 1938 erwähnt die Errichtung eines großen Arbeitslagers in Quierschied, dies war das Reichsarbeitsdienstlager (RAD-Abt. 6/322 „Jakob Johannes“ Quierschied (11.1943–02.1944)) am Quierschieder Friedhof. Die RAD-Angehörigen stammten vor allem aus Norddeutschland, insbesondere aus Ostfriesland, von der Insel Rügen und aus Holstein (umgekehrt waren Arbeiter aus dem Saarland bei Festungsarbeiten auf den Nordseeinseln beschäftigt). Morgens wurden sie mit Lastwagen zu ihrer Arbeitsstätte gebracht, abends wieder zum Lager zurückgefahren.

## Kunst auf dem Grubengelände
Neben den Industriedenkmalen sind folgende Kunstobjekte besonders sehenswert:

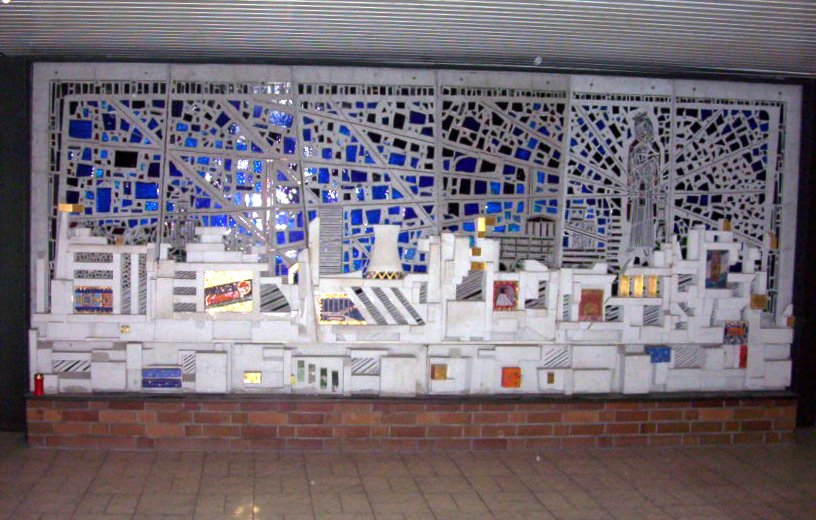
Relief Das Leben des Bergmannes von Werner Busche

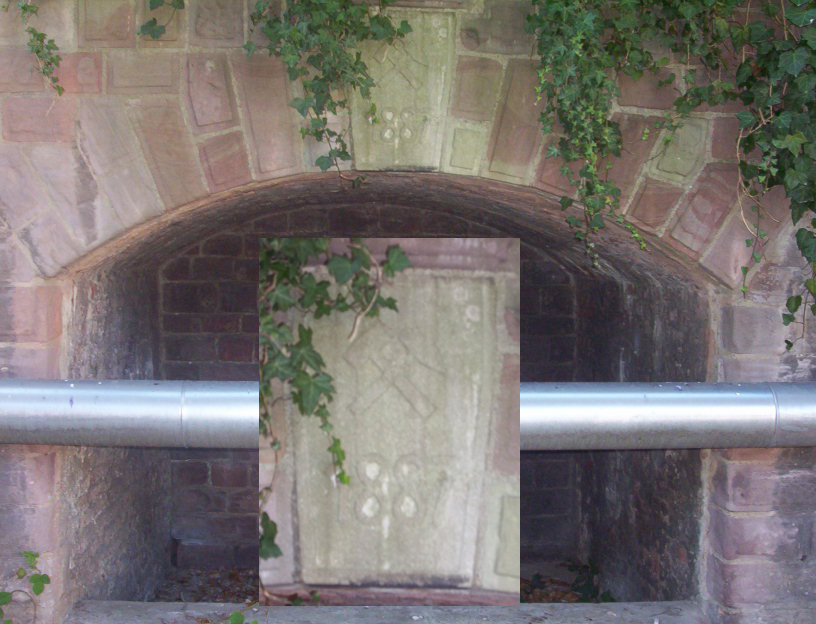
Stollenmundloch der Grube Göttelborn

- das Relief Das Leben des Bergmannes von Werner Busche
- das Stollenmundloch mit Korbbogen, Gesimse, Zinnen, sowie dem Bergbau-Emblem mit Schlägel und Eisen, das an die Eröffnung der Grube im Jahre 1887 erinnert
- das Portal des ehemaligen Zechenhauses, über dem sich eine seltene Variation des Bergbau-Emblems befindet: Schlägel und Eisen sind mit einem stilisierten Adler mit weit ausgebreiteten Flügeln unterlegt, was ein Symbol für die ökonomische Macht und die guten Perspektiven des Bergbaus zur Entstehungszeit des Gebäudes darstellt.

## Trivia
2016 war das Gelände der Grube Drehort für den am 1. Januar 2018 ausgestrahlten Tatort: Mord ex Machina mit dem Ermittlerduo Stellbrink und Marx. Einige Jahre später wurden am ehemaligen Grubenbahnhof und auf der Bergehalde Szenen für den am 29. Januar 2023 ausgestrahlten Tatort: Die Kälte der Erde mit dem Ermittlerduo Schürk und Hölzer gedreht.

## Industriekultur Saar GmbH (IKS)
Die Gesellschaft Industriekultur Saar (IKS) wurde im Juli 2001 von der saarländischen Landesregierung gegründet. Aufgabe der IKS ist die Förderung und Unterstützung des Strukturwandels im Saarland. Hierzu sollen insbesondere die Flächen der ehemaligen Gruben Göttelborn und Reden revitalisiert und vermarktet werden.
In diesem Rahmen wird Göttelborn primär als Gewerbe- und Bildungsstandort, Reden dagegen als Naherholungsgebiet („Garten Reden“) vermarktet.

### Solarkraftwerk Göttelborn

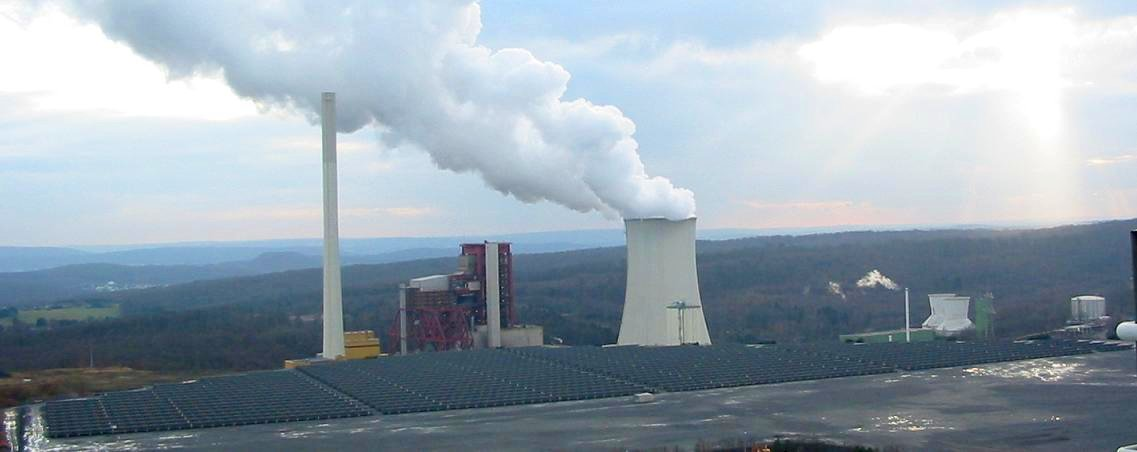
Solarkraftwerk Göttelborn, im Hintergrund: Kohlekraftwerk Weiher III

Derzeit besteht das Photovoltaikkraftwerk aus 23.500 Solarmodulen. Betrieben wird das Kraftwerk von der City Solar AG.
Daten
- Spitzenleistung: 8,2 MW
- Stromproduktion: 8.000 Megawattstunden/Jahr, dies entspricht einer mittleren Leistung von 0,9 MW und dem mittleren Bedarf von 3.500 Haushalten.
- Die Module werden auf einer Fläche von 165.000 Quadratmetern installiert, dies entspricht der Größe von 20 Fußballfeldern.
- Der Wirkungsgrad der verwendeten Solarmodule liegt bei 14 %.

### DerHimmelspfeil

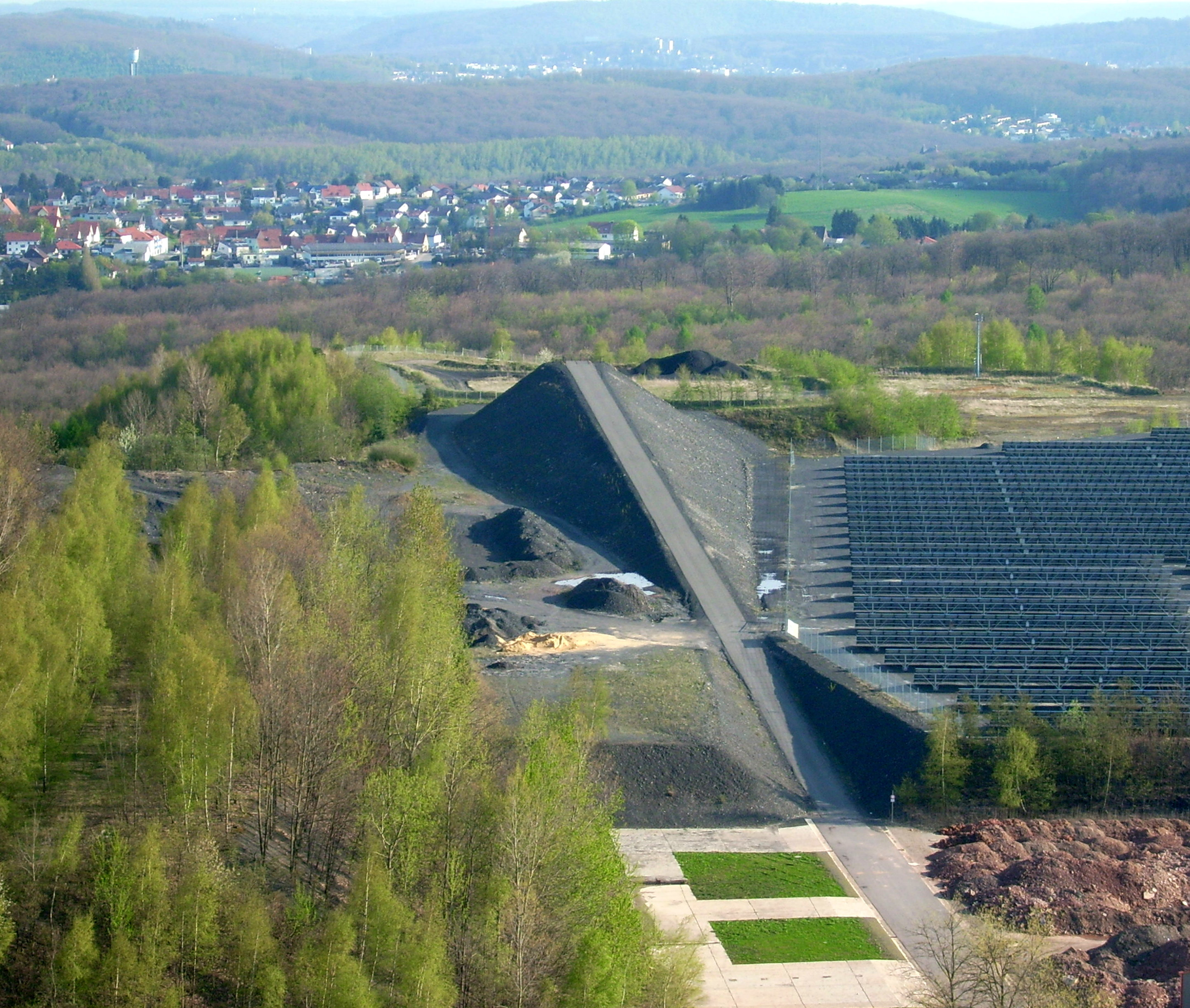
Der Himmelspfeil von der Bergehalde aus gesehen

Der Himmelspfeil ist eine lang und schräg ansteigende asphaltierte Rampe zwischen der Bergehalde und der Solaranlage auf dem Göttelborner Grubengelände, an deren Spitze sich eine Aussichtsplattform befindet, die einen guten Blick über den Kohlbachtalweiher, den sogenannten alten Schlammweiher, bietet. Im Rahmen des saarländischen Heimattages, am 16. September 2006, wurde der Himmelspfeil vom saarländischen Umweltminister Stefan Mörsdorf eingeweiht. Auf einer Höhe von 384 Metern soll zudem ein Aussichtspunkt geschaffen werden, von dem man bei gutem Wetter den Saarkohlenwald überblicken und sogar die Vogesen, den Pfälzerwald und den Hunsrück sehen kann.